# Batalla de Peonnum
La Batalla de Peonnum tuvo lugar en torno a 660 entre los Sajones Occidentales bajo Cenwalh y los Britanos en lo que hoy es Somerset en Inglaterra. Fue una victoria decisiva para los sajones, que lograron el control de Somerset hasta el Parrett. La ubicación de la batalla es incierta.

## Conquista sajona
La frontera entre los Wessex y los Britanos de Somerset había quedado definida en Wansdyke, que transcurre a lo largo de las cimas de los montes Mendip después de la Batalla de Deorham y la ocupación sajona de Bath en 577. Entonces, en 652, Cenwalh irrumpió a través de Bradford en Avon.
El alivio para los britanos llegó cuando Cenwalh fue expulsado a Estanglia por Penda de Mercia. Algún tiempo después de su regreso renovó sus ataques a las tribus britanas y en 658 su ejército se enfrentó a los britanos en Peonnum. Los sajones vencieron, y Cenwalh avanzó hacia el oeste a través de los montes Polden hasta el Parrett, anexionandose la parte oriental y central de Somerset. El territorio obtenido era de tamaño modesto; Geoffrey Ashe sugiere que el objetivo último de Cenwalh el objetivo definitivo pudo haber sido controlar la abadía de Glastonbury.
La frontera permaneció en el Parrett hasta 681–685, cuando Centwine de Wessex derrotó a Cadwaladr de Gwynedd y sus aliado, permitiéndoles ocupar el resto de Somerset al oeste y al norte del Canal de Bristol. El dominio sajón se consolidó y alcanzó Devon durante el reinado de Ina.

## Ubicación
Se dice que la batalla tuvo lugar en æt peonnum, que significa "en los penns". Penn es la palabra britana para "cabeza" o "parte superior", que aquí es probablemente utilizada como "cerro" o "cumbre". Las ubicaciones sugeridas incluyen Penselwood (Pen Selwood), cerca de Wincanton que aparece como Penna en el Domesday Book, Pinhoe o Pen Beacon en Devon, y Penn (cerca de Yeovil). Señalar que el punto más alto de los montes Mendip se denomina Pen Hill.